# Jyri Kauria
Pour les articles homonymes, voir Kauria.
Jyri Kauria est un karatéka finlandais surtout connu pour avoir remporté une médaille de bronze en kumite individuel masculin ippon aux championnats du monde de karaté 1984 à Maastricht, aux Pays-Bas.

## Résultats
| Résultat           | Date | Épreuve                 | Catégorie | Compétition                | Ville hôte               |
| ------------------ | ---- | ----------------------- | --------- | -------------------------- | ------------------------ |
| Médaille de bronze | 1984 | Kumite individuel ippon | Seniors   | Championnats du monde 1984 | Maastricht, aux Pays-Bas |